# Napoléon-Hector Soult de Dalmatie
Pour les autres membres de la famille, voir Famille Soult.
Napoléon-Hector Soult, duc de Dalmatie (18 septembre 1802, Paris - 31 décembre 1857, Paris), est un militaire, diplomate et homme politique français.

## Biographie

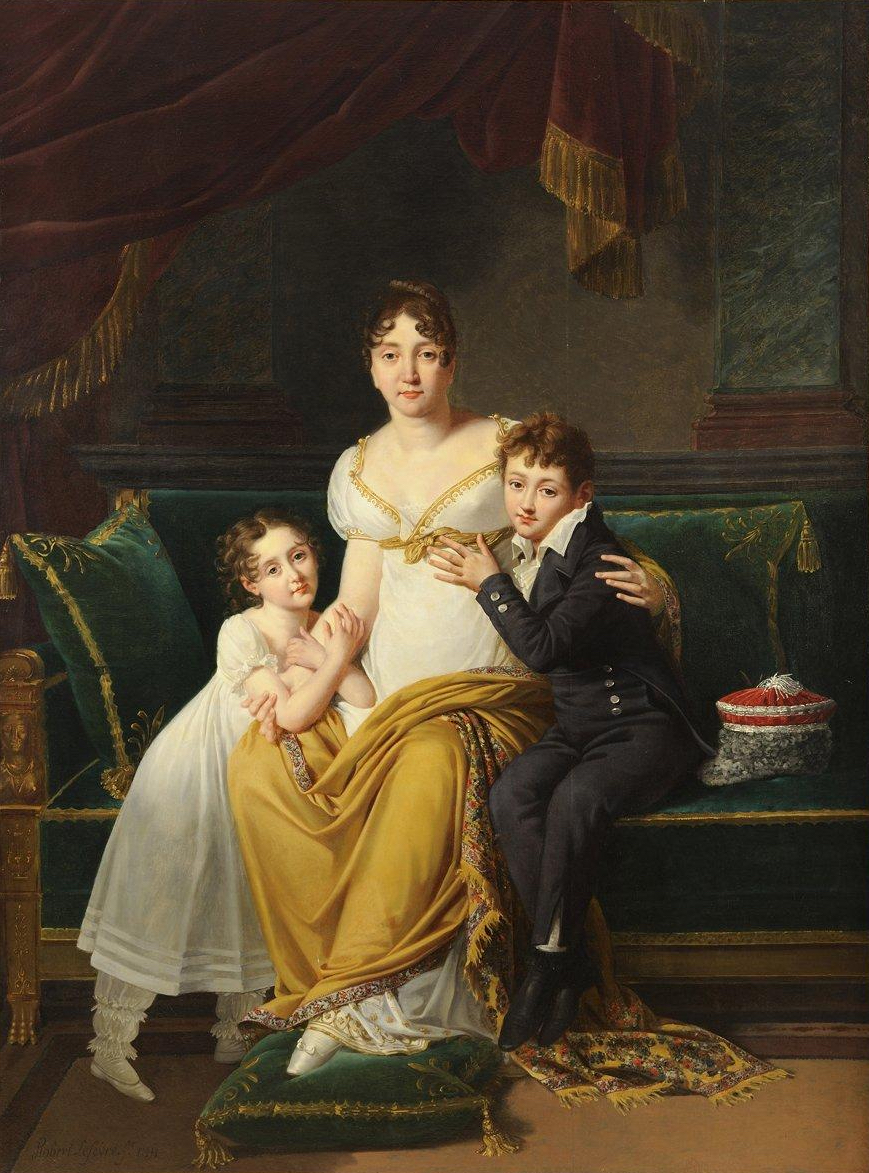
La maréchale Soult, duchesse de Dalmatie, avec ses deux enfants, Napoléon-Hector et Josephine-Louise.

Fils du maréchal Soult et de Jeanne-Louise-Élisabeth Berg, Napoléon-Hector Soult entre à l'École polytechnique en 1819, en sortit à l'École d'application d'état-major en 1821, accompagna comme aide de camp le maréchal Maison lors de l’expédition de Morée en 1828 et reçut, à son retour, la croix d'honneur.
Après la révolution de Juillet, Hector Soult, qui était alors capitaine, renonça au métier des armes et entra dans la diplomatie. Il fut nommé en 1831 ministre plénipotentiaire à Stockholm, d'où il passa à La Haye en mai 1832, à Turin en 1839, puis en Prusse de 1843 à 1849. Il fut fait grand-officier de la Légion d'honneur en 1843.
Membre du Conseil général du Tarn pour le canton de Saint-Amans-Soult entre 1833 et 1858, il fut député du Tarn du 21 juin 1834 au 1848, puis de l'Hérault du 24 février 1848 au 2 décembre 1851.
Il siégea dans la majorité conservatrice, vota toutes les lois agréables au pouvoir sous la monarchie de Juillet, prit place à droite à l'Assemblée législative et opina avec la majorité monarchiste pour l'expédition de Rome, pour la loi Falloux-Parieu sur l'enseignement et pour la loi restrictive du suffrage universel.
Le coup d'État du 2 décembre 1851 mit fin à sa carrière politique au niveau national. Il devient ensuite maire de Changy-les-Bois, dans le Loiret, de 1852 à 1857.
Il était propriétaire du château de Changy.

## Vie familiale
Il épouse en premières noces Moïna de Salligny de San-Germano, fille du duc Charles Saligny de San-Germano, puis en secondes noces Marie Desprez, fille du général François-Alexandre Desprez. Il a de cette dernière :
- Louise (1842-1923), épouse d'Athanase de Pechpeyrou Comminges, comte de Guitaut et marquis d'Époisses, officier de cavalerie, et mère d'Antoinette de Saint-Pierre et de Marguerite. Marguerite épouse, après son veuvage, le marquis Jérôme Ludovic de Solages, et postérité ;
- Geneviève (1844-1910), présidente de la Ligue patriotique des Françaises de 1906 à 1910, épouse du baron René Reille. Leur fille Marie-Louise épouse le marquis Jérôme Ludovic de Solages, adversaire de Jean Jaurès, et postérité.

## Distinctions
- Commandeur grand-croix de l'ordre royal de l'Étoile polaire

## Sources
- « Napoléon-Hector Soult de Dalmatie », dans Adolphe Robert et Gaston Cougny, Dictionnaire des parlementaires français, Edgar Bourloton, 1889-1891 [détail de l’édition]